# Tīmī Jān
Tīmī Jān (persiska: تيمجان, تیمی جان) är en ort i Iran.   Den ligger i provinsen Hamadan, i den nordvästra delen av landet, 300 km väster om huvudstaden Teheran. Tīmī Jān ligger 1 995 meter över havet och antalet invånare är 291.
Terrängen runt Tīmī Jān är kuperad åt sydväst, men åt nordost är den bergig. Runt Tīmī Jān är det ganska tätbefolkat, med 86 invånare per kvadratkilometer. Närmaste större samhälle är Pasragad Branch, 15,4 km nordost om Tīmī Jān. Trakten runt Tīmī Jān består i huvudsak av gräsmarker.